# Fondation Aspinall
La Fondation Aspinall, autrefois Fondation John Aspinall, est une association caritative britannique qui œuvre pour la promotion de la conservation de la nature. 
Elle a été créée en 1984 par le propriétaire de parc zoologiques John Aspinall.
Elle agit pour la protection des animaux sauvages et contre la maltraitance animale dans les parcs zoologiques, y compris en France,.